# Jo Maes
Jo Maes (Bredene, 1923) is een Belgisch kunstschilder, beoefenaar van toegepaste kunsten en binnenhuisarchitect.
Hij kreeg zijn opleiding aan de Academie in Gent (sierkunsten; 1939-1946). Zijn broer Jan Maes was beeldhouwer en stierf al op jonge leeftijd.
Hij is de auteur van twee grote wandkeramieken in de lokettenhal van het voormalig Hoofdpostgebouw aan de Hendrik Serruyslaan in Oostende (vandaag een cultuurcentrum) en van de figuratief gedecoreerde vensters in de lokalen van de Telefonie en Telegrafie in hetzelfde gebouw (architect Gaston Eysselinck). Hij ontwierp ook raamversieringen voor het Casino-Kursaal in Oostende (architect Léon Stynen) en reliëfs op de gevel van de Gemeenteschool in Bredene.

## Musea
- Oostende, Mu.ZEE ("Figuur en bomen"; gouache uit 1955)